# Glasmålning

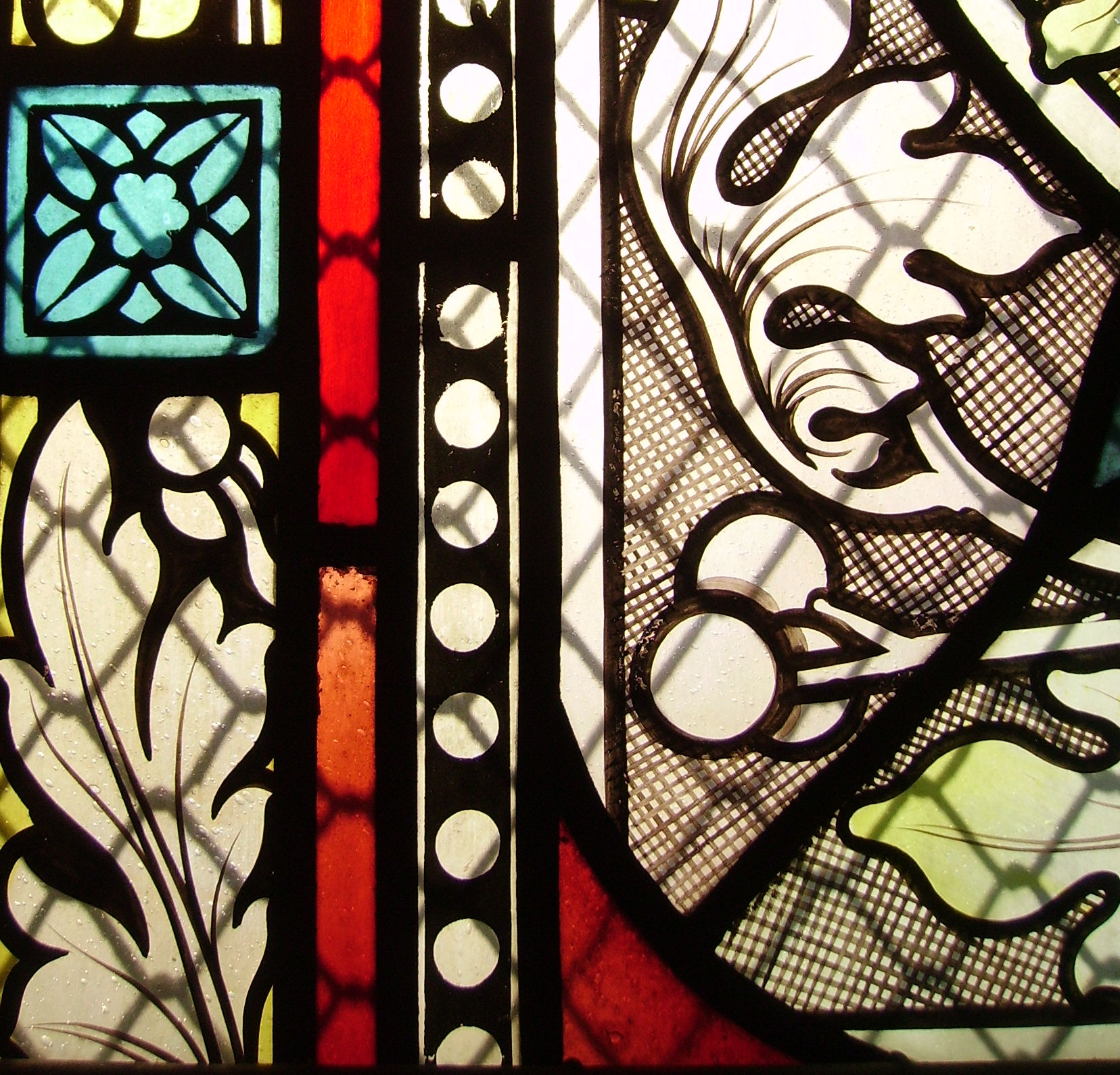
Kyrkfönster.

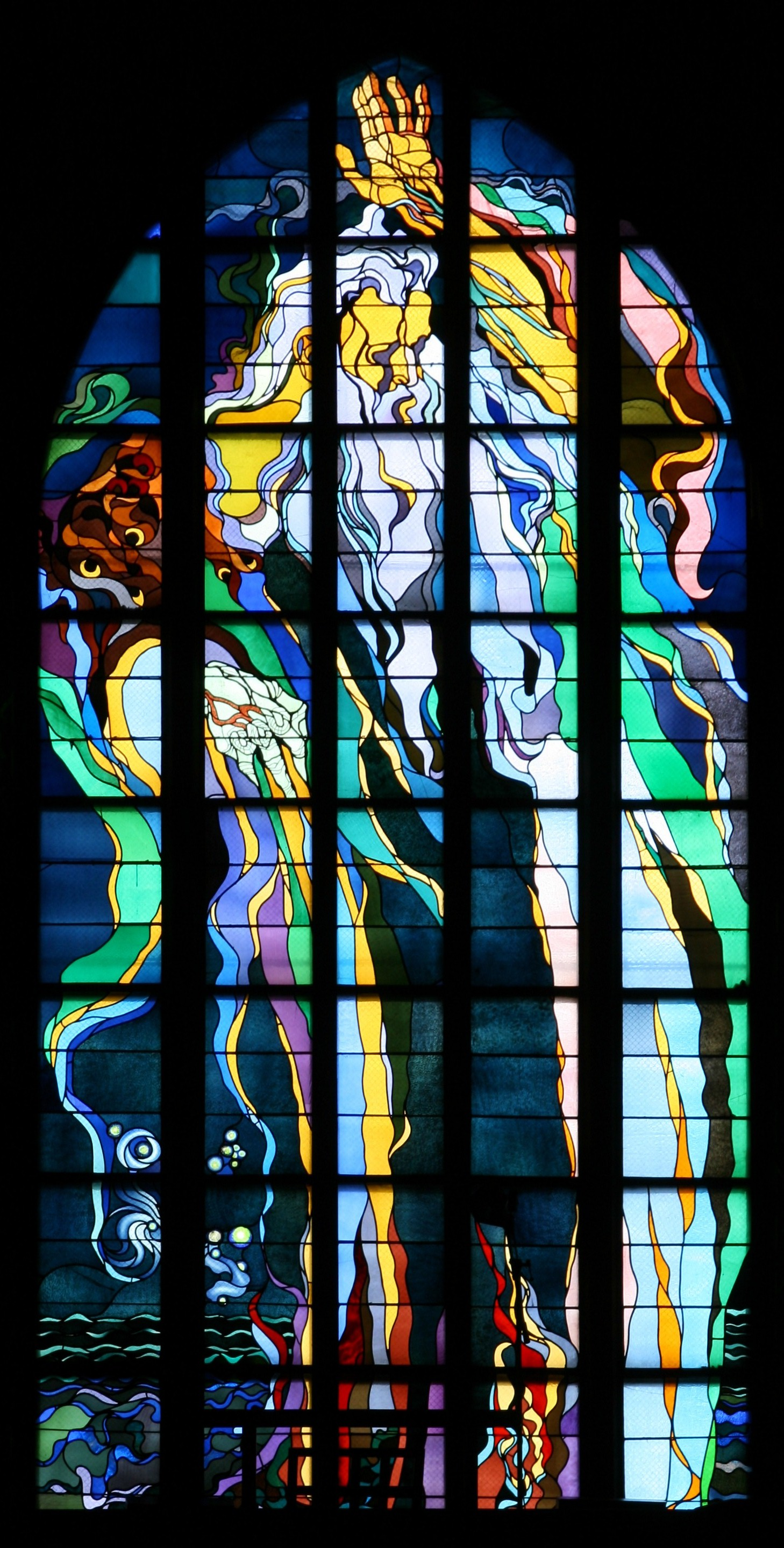
Glasmålning från c:a 1900 i Sankt Franciskus-kyrkan i Kraków av Stanisław Wyspiański.

Glasmålning är en bild på färgat eller klart glasstycke, som målats med genomskinliga eller ogenomskinliga smältfärger eller metalliska eller oorganiska pigment i pulverform. Glasmålning kan även vara gjord genom förslipning av glaset och målning med svartlod, vilket är speciellt vanligt i ansikten på äldre kyrkoglas. För att nå sin fulla färgverkan måste glasmålningen genomströmmas av dagsljus och har därför huvudsakligen använts i fönsteröppningar.
Glasmålningar är ofta förknippade med glasmosaiker, vilka skapas med spröjsverk.

## Glasmålningar i Sverige
Målade fönster var vanliga i kyrkorna, inte enbart i de stora katedralerna. I landsbygdens sten- såväl som träkyrkor kunde sådana glas förekomma. Tyvärr har mycket lite av denna bildskatt bevarats. Exempel på kyrkor med målningar är Tångeråsa i Närke, Skanör i Skåne, Odensvi i Västmanland och Lye på Gotland. Vid arkeologiska utgrävningar av kyrkoruiner kan man ofta bestämma var ett fönster suttit utifrån fynd av framgrävt krossat glas i marken. Merparten av bevarade fönstermålningar förvaras på Statens Historiska museum i Stockholm.
Under slutet av medeltiden blev det vanligt att de adliga ägarna satte in sina vapen i bildkompositionerna. Dessa så kallade vapenrutor var populära långt fram i tiden. Enligt Sivert Grubbes samtida dagbok krossade den danske Kristian IV vid ett antal tillfällen glas under privata fester för att ägaren skulle kunna sätta in kungens egen målade glasruta. Genom resedagböcker från 16- och 1700-talen vet man att flera kyrkor haft fönster med vapenmålningar. I Stora Hammars kyrka i Skåne finns fortfarande ett flertal målade vapen- och ägarbilder från 1700-talet.
Berömda svenska glasmålningar från 1900-talet är till exempel "Sankt Eskils fönster" i Fors kyrka i Eskilstuna, "Tidegärdsfönstret" i Sankt Laurentii kyrka i Söderköping och "S:t Andreasfönstret" i Hedvig Eleonora kyrka i Stockholm utförda av Bengt Olof Kälde.  
Ett äldre exempel är landets största kyrkfönster, Sonens fönster, ovanför Uppsala domkyrkas södra port, som har en total glasyta på 50 m2.

## Galleri

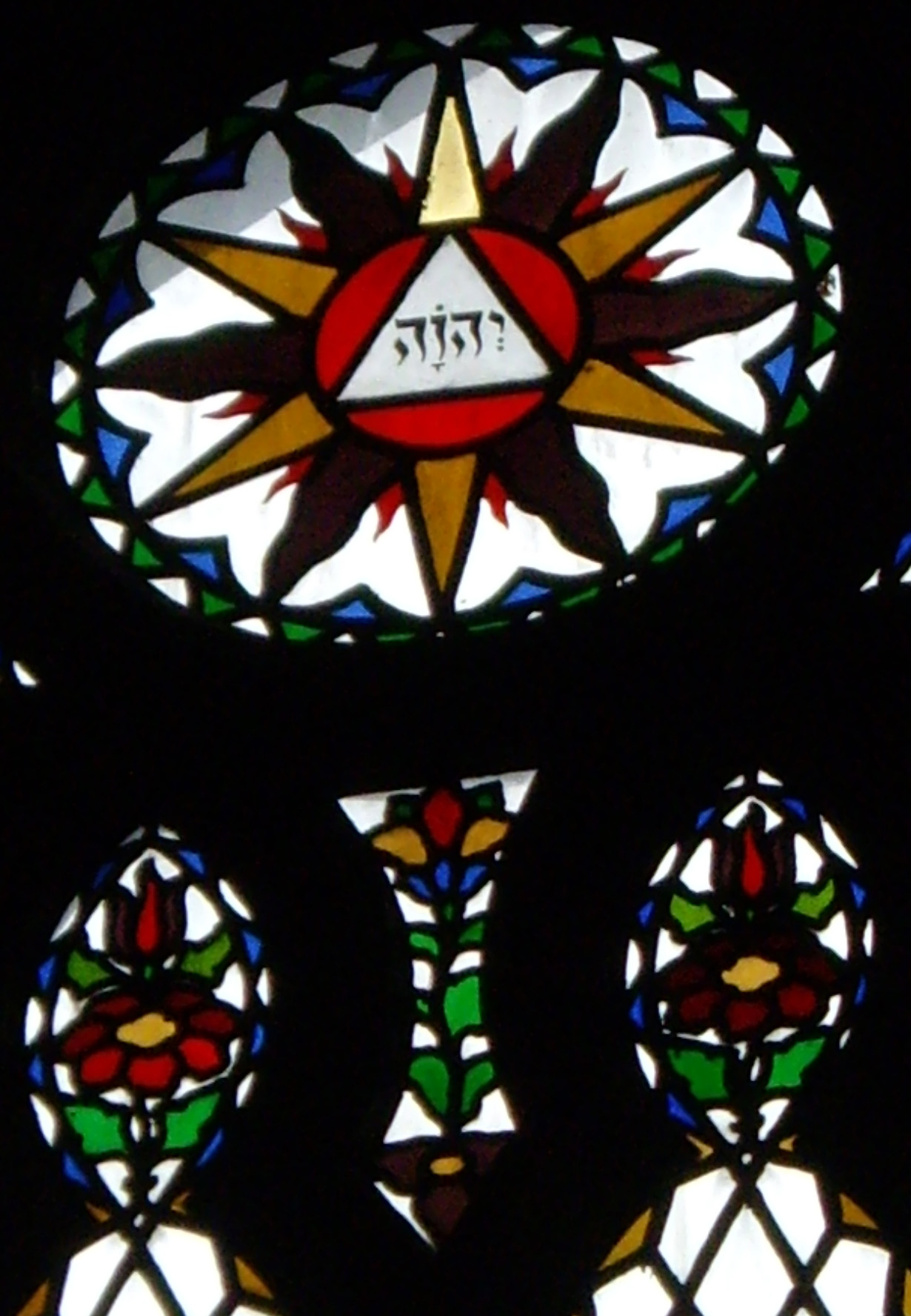
Kyrkfönster från Vadstena klosterkyrka.
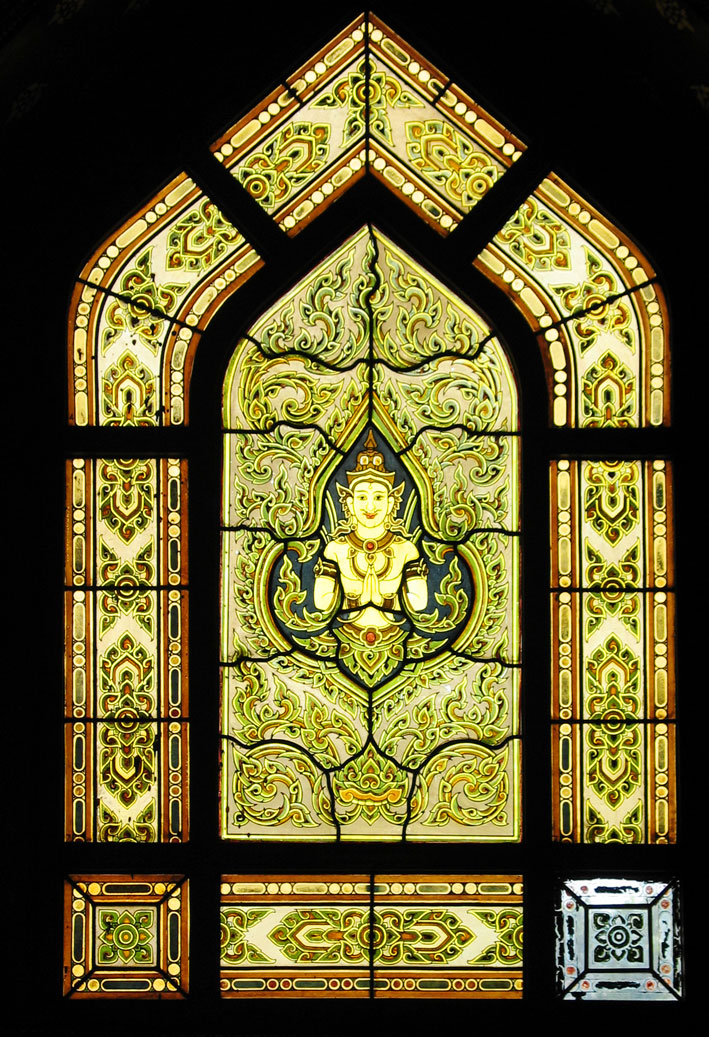
Bangkok, Thailand.
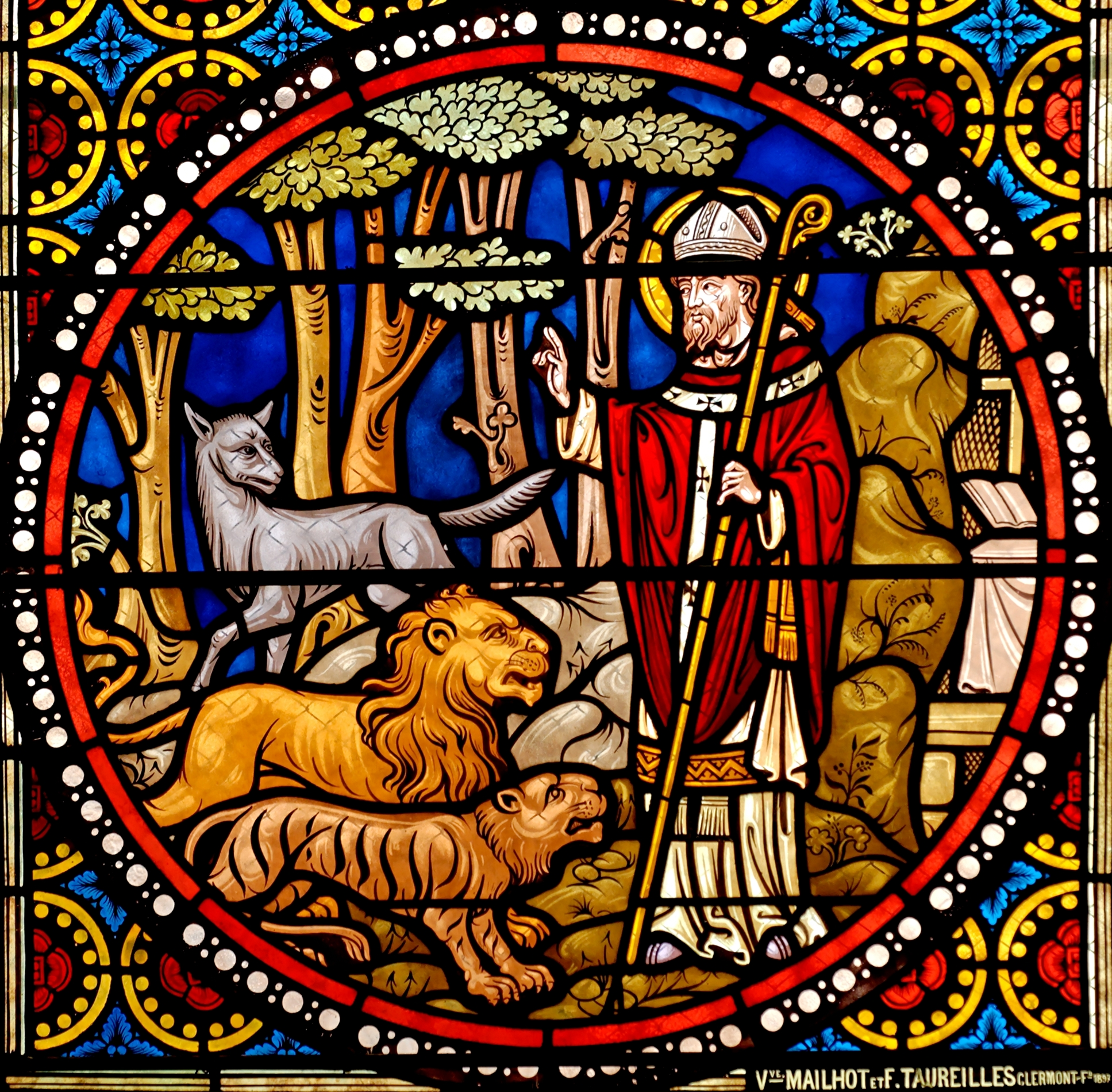
Kyrkfönster i Saint-Austremoine d'Issoire i Auvergne.